# Elmer Drew Merrill
Elmer Drew Merril (15. října 1876, East Auburn, Maine, USA – 25. února 1956, Forest Hills, Massachusetts, USA) byl americký botanik.

## Život a kariéra
Narodil se v Maine na severu USA. Promoval na University of Maine v roce 1904 z přírodních věd. Celý život se věnoval botanice, tedy rostlinám, ale zajímal se též o houby. Byl profesorem Harvardovy univerzity a ředitelem Arnoldova Arboreta. Mezi lety 1929 a 1935 působil jako ředitel Newyorské botanické zahrady. Zajímal se hlavně o rostliny Asie.

## Dílo
- Flora of Manilla (1912)
- The Enumeration of Philippine Flowering Plants (1922, 1926)
- The Botany of Cook's Voyages (1954)

## Popsané rostlinné rody a druhy
- Samostatně publikované:
  - Acacia confusa – druh
  - Clerodendrum wallichii – druh
  - Dipentodontaceae – čeleď
  - X Elyleymus aristatus – druh
  - Neonauclea – rod
  - Samanea – rod
  - Spartina bakeri – druh

- Druhy:
  - Albizia chinensis
  - Ananas comosus
  - Arenga pinnata
  - Artocarpus integer
  - Bouteloua repens
  - Calamovilfa gigantea
  - Citrus maxima
  - Cyrtosperma chamissonis
  - Dichanthelium ravenelii
  - Dodecatheon pulchellum
  - Dracontomelon dao
  - Elymus alaskanus
  - Entada phaseoloides
  - Eremochloa ciliaris
  - Erythrina subumbrans
  - Flacourtia indica
  - Garberia heterophylla
  - Gardenia angusta
  - Glycine max
  - Indigofera colutea
  - Ipomoea indica
  - Ischaemum indicum
  - Leymus cinereus
  - Paspalum unispicatum
  - Pimenta dioica
  - Pittosporum pentandrum
  - Poa paucispicula
  - Puccinellia phryganodes
  - Puccinellia vahliana
  - Puccinellia wrightii
  - Pueraria montana
  - Samanea saman
  - Sauropus androgynus
  - Sesbania sesban
  - Setaria leucopila
  - Setaria macrosperma
  - Setaria villosissima
  - Spartina spartinae
  - Sporobolus compositus
  - Syzygium aromaticum
  - Syzygium malaccense
  - Syzygium samarangense
  - Urochloa arizonica
  - Vigna marina
  - Zoysia matrella

- Variety:
  - Bromus inermis var. arcticus
  - Calamovilfa longifolia var. magna
  - Dichanthelium sabulorum var. patulum
  - Panicum dichotomiflorum var. bartowense
  - Poa lanata var. lanata
  - Sporobolus compositus var. compositus
  - Zoysia matrella var. matrella

- Subspecie:
  - Achnatherum occidentale ssp. californicum
  - Dodecatheon pulchellum ssp. pulchellum
  - Elymus alaskanus ssp. alaskanus
  - Poa arctica ssp. aperta
  - Poa arctica ssp. lanata
  - Puccinellia phryganodes ssp. phryganodes
  - Puccinellia tenella ssp. alaskana